# مهرماہ سلطان
مهرماہ سلطان هي ابنة السلطان العثماني محمود الثاني. وُلدت في 29 يونيو 1812 في إسطنبول، وتوفيت في 31 أغسطس 1838 في إسطنبول.